# 小島大徳
小島 大徳（こじま ひろとく、1975年3月27日 - ）は、日本の経営学者。
専門は経営学・コーポレート・ガバナンス（企業統治）論。学位は、博士（経営学）（学位論文『コーポレート・ガバナンス原則に関する研究』）。
神奈川大学経営学部・神奈川大学大学院経営学研究科准教授。岐阜県関市出身。

## 略歴
1997年東海大学法学部卒業。 2004年東洋大学大学院経営学研究科博士後期課程修了。学位論文『コーポレート・ガバナンス原則に関する研究』にて博士（経営学）の学位を取得。
学部と大学院では、鈴木輝二（現、Kozminski University, professor of Law）と、平田光弘（現、一橋大学名誉教授、星城大学名誉教授、中央学院大学大学院特任教授）に師事する。

## 職業・肩書
- 大学教員（現在は神奈川大学経営学部准教授）
- 博士（経営学）
- 税理士

## 学位
- 博士（経営学）（学位論文『コーポレート・ガバナンス原則に関する研究』）

## 学説

### コーポレート・ガバナンスの基本的立場
コーポレート・ガバナンスの基礎理論を築いた大家であり、師である平田光弘の研究に依拠しつつ、独自の企業観に基づいて企業を捉えた理論を構築している。高度に自由を認める企業観をベースに置くが、いわゆる社会性を経営の自由の一部に包含させ、市民社会の合意を基礎とする経営学を理論的に打ち立てている。例えば、下記のような学説を理論的に築き、そして唱えている。

### コーポレート・ガバナンス原則論
処女著作である『世界のコーポレート・ガバナンス』（文眞堂、2004）が、今日の理論的立場の足がかりになっていると思われる。この著作は、「世界中のコーポレート・ガバナンス原則を初めて体系化するとともに、企業が企業独自原則を策定・実施することを強く求め、加えて、不祥事の防止や競争力の強化を目指す企業に、具体的な解決策を提示した気鋭の書（著書帯より）」と紹介され、今日でも高い評価を得ている。最近では、コーポレート・ガバナンス原則を基にした企業経営を唱えており、これらの方策を理論的・実践的に検討を加え、「コーポレート・ガバナンス原則論」と呼んでいる。

### 市民社会型コーポレート・ガバナンス論
第二作目の著作である『市民社会とコーポレート・ガバナンス』（文眞堂、2007）は、第一作目の著書で培った理論的蓄積を基にして、市民社会と企業が調和できる社会システムを確立するためにコーポレート・ガバナンスに焦点をあてて、21世紀の企業像を明らかにしている。企業経営の基盤となりつつある世界標準コーポレート・ガバナンス原則、企業不祥事や企業倫理などの現代における企業経営を取り巻く諸課題を取り上げ、幅広くコーポレート・ガバナンスに関する論を展開している。中でも、コーポレート・ガバナンス論に市民社会論を導入したことは特筆すべきである。この市民社会型コーポレート・ガバナンス論によって導かれる「コーポレート・ガバナンス政策論」は、今後の展開を注視すべきである。

### コーポレート・ガバナンス政策論
「コーポレート・ガバナンス政策論」は、主に(1)市民社会とコーポレート・ガバナンス、(2)経営法学、(3)コーポレート・ガバナンス原則論、(4)コーポレート・ガバナンス論、の4つの分野から構成される。ここでは、コーポレート・ガバナンスは極めて政策的に語らなければならないとして、利害関係者（ステークホルダー）論や「企業は誰のものか」論争は不要であると、独自の理論を主張している。この主張には、今まで利害関係者論を研究してきた者や、専ら「企業は誰のものか」を研究してきた者から、強い反論もなされている。

### ポスト株式会社論
一連の学説を通して、株式会社制度は、複雑化した社会と企業に、もはや対応できないと論じている。現代の企業不祥事や数々の矛盾は、株式会社制度の制度疲労を端的に現しており、早急に新しい会社制度を理論的に構築する研究に入らないといけないと主張する。そのためには、経営学者が中心となって、本格的なポスト株式会社を研究しなければならないとする。最近の論文では、コーポレート・ガバナンス論やコーポレート・ガバナンス原則論だけではなく、株式会社の本質に言及する論文が多くなっている。

## 著書

### 単著
- 『世界のコーポレート・ガバナンス原則－原則の体系化と企業の実践－』（文眞堂、2004年6月）
- 『市民社会とコーポレート・ガバナンス』（文眞堂、2007年11月）
- 『企業経営原論』（税務経理協会、2009年11月）
- 『株式会社の崩壊‐資本市場を幻惑する5つの嘘‐』（創成社、2010年11月）

### 共著
- 「タイのコーポレート・ガバナンス－コーポレート・ガバナンス原則を中心として－」『コーポレート・ガバナンスの国際比較』（税務経理協会、2007年）
- 「コーポレート・ガバナンスと企業の社会的責任をめぐって」『経営学の新展開』（税務経理協会、2007年）
- 「コーポレート・ガバナンス原則」『現代企業論の基礎－現代経営基礎シリーズ2－』（学文社、2006年）
- 「タイのコーポレート・ガバナンス」『アジアのコーポレート・ガバナンス』（学文社、2006年）

※その他、多数。研究領域・業績データベースから作成。

## 論文
- 「コーポレート・ガバナンス政策論の基礎的研究－市民社会を基にしたコーポレート・ガバナンス原則論の進展－」『国際経営論集』第34号、神奈川大学経営学部、15-27頁、2007年。
- 「コーポレート・ガバナンス原則と市民社会－世界標準原則の成立条件と将来像－」『国際経営フォーラム』第18号、神奈川大学国際経営研究所、49-68頁、2007年。
- 「コーポレート・ガバナンスの基礎理論－市民社会と社会システム－」『国際経営フォーラム』第18号、神奈川大学国際経営研究所、89-106頁、2007年。
- 「市民社会による企業統治－利害関係者から市民社会へ－」『国際経営論集』第33号、神奈川大学経営学部、33-52頁、2007年。
- 「コーポレート・ガバナンス原則論の確立に向けて」『国際経営論集』第32号、神奈川大学経営学部、39-60頁、2006年。

※その他、多数。研究領域・業績データベースから作成。

## その他著作

### 単著
- 『経営学博士が教える試験免除で公認会計士・税理士になる究極の方法』（エール出版社、2010年9月）